# المفجرة (يريم)

تعديل مصدري - تعديل

المفجرة محلة تابعة لقرية نجد العزب، التابعة لعزلة بني منبة بمديرية يريم إحدى مديريات محافظة إب في الجمهورية اليمنية.، بلغ تعداد سكانها 22 حسب تعداد اليمن لعام 2004.